# Bernhard Krönig
Bernhard Krönig oder Bernhard Kroenig (* 27. Januar 1863 in Bielefeld; † 29. Oktober 1917 in Freiburg im Breisgau) war ein deutscher Gynäkologe.

## Leben
Krönig studierte Medizin in Heidelberg, München und Kiel. 1889 wurde er in München promoviert (Über einen Fall von autochthoner Sinusthrombose bei Chlorose), habilitierte sich 1896 in Leipzig und wurde Privatdozent und Assistent an der Universitäts-Frauenklinik Leipzig und 1901 außerordentlicher Professor. Er war ab 1903 ordentlicher Professor für Gynäkologie und Geburtshilfe an der Universität Jena und ab 1904 an der Universität in Freiburg im Breisgau. Im Ersten Weltkrieg war er Arzt in einem Feldlazarett. Er war Geheimrat.
In seiner Laufbahn war er auch Assistent am Kochschen Institut in Berlin und der Universitätsfrauenklinik Berlin, an der Klinik in Elberfeld und an der orthopädischen Privatklinik in Würzburg.
Sein Schüler Otto Pankow schilderte ihn im Nachruf als kämpferisch und temperamentvoll, was auch zu Anfeindungen führte, so als er die Röntgentherapie gutartiger Blutungen in der Gynäkologie entwickelte, die sich als Strahlentherapie auch durchsetzte und die Bekämpfung starker Blutungen bei nicht operativ behandelbaren Patientinnen ermöglichte. Er galt als guter Chirurg, dem aber auch von mancher Seite vorgeworfen wurde zu radikal zu operieren. Krönig entwickelte Narkoseverfahren weiter und befasste sich mit Strahlentherapie. Er arbeitete interdisziplinär mit Wissenschaftlern anderer Fachgebiete.
Er war Mitarbeiter am Handbuch der inneren Medizin (1. Auflage, Band 6, 1919).
Im Jahr 1898 heiratete er Margarete Kulenkampff. Sein Vater war Friedrich Theodor Krönig (* 1826) und seine Mutter Friederike Amalie Marie Aschoff.

## Schriften
- Bakteriologie des weiblichen Genitalkanals, 2 Teile, Leipzig: Georgi 1897
- Die Therapie bei engen Becken, 1901.
- Über die Bedeutung der funktionellen Nervenkrankheiten für die Diagnostik und Therapie in der Gynäkologie, Leipzig; Thieme 1902
- Die Anwendung der neueren Theorien der Lösungen in der Geburtshilfe und Gynäkologie, Leipzig 1903.
- mit Albert Döderlein: Operative Gynäkologie, Leipzig: Georg Thieme 1905 (von Döderlein auch in 5. Auflage 1924 fortgeführt).
- mit Otto Pankow: Lehrbuch der Gynäkologie, 5. Auflage, Springer 1915 (zuerst ohne Pankow)
- Physikalische und biologische Grundlagen der Strahlentherapie, Urban und Schwarzenberg 1918